# Дурново (остров)
Остров Дурново — остров в заливе Петра Великого Японского моря, один из островов архипелага Римского-Корсакова. Расположен в 65 км к юго-западу от Владивостока и к 22 км к югу от Славянки. Административно относится к Хасанскому району Приморского края. Является частью Дальневосточного морского заповедника (ДВГМЗ).
Постоянное население на острове отсутствует, в летне-осенний период остров изредка посещается туристами и отдыхающими (без выхода на берег).

## История
Остров впервые был обнаружен в 1851 году французскими китобоями, и в 1852 году описан моряками французского корвета «Каприсьёз». Русскими впервые был обследован и описан в 1854 году экипажами фрегата «Паллада» и шхуны «Восток». Подробно исследован и нанесён на морскую карту в 1863 год экспедицией подполковника Корпуса флотских штурманов В. М. Бабкина с борта корвета «Калевала». Им же назван по фамилии члена экипажа мичмана П. Н. Дурново.

## География
Остров Дурново имеет округлую форму, наибольшая ширина около 580 м. Вершина острова раздвоенная, максимальная высота составляет 96,9 м. Северный берег сравнительно пологий и окаймлен галечным пляжем. Южный берег сложен из высоких утёсов с горизонтальными чёрно-серыми полосами. Поверхность острова поросла кустарником и лиственным лесом. Вблизи южной оконечности острова стоят два кекура. От северного берега на 1,5 кбт к северу отходит отмель с наименьшей глубиной у её кромки 5,2 м.